# Мезенский (станция)
Мезенский — железнодорожная станция 4 класса, промежуточная, расположенная на 2-путном электрифицированном участке Екатеринбург — Богданович, на 1864 пк 8 главного хода Свердловской железной дороги. За сутки пропускает около 100 пар транзитных поездов, из них 24 пары пассажирских и 8 пар электропоездов. Соседние станции Баженово (5,6 км; в четном [восточном] направлении) и Гагарский (5,8 км; в нечётном [западном] направлении). Ввиду того, что станция Гагарский работает по 5-дневке, в нечётном направлении перегон продлевается до станции Косулино (около 15 км).
Имеет 5 путей. 4 электрифицированы, вместимостью 76—79 условных вагонов. 5 путь — для обработки маневровых составов из/в ОАО «Курманский каменно-щебеночный карьер»

## Работники станции
На 1 июня 2014 года на станции работали 5 работников движения (ДЦС-2 Свердловской железной дороги):
- Начальник станции (ДС) — Семишева Ольга Анатольевна;
- Дежурные по станции (ДСП) — Зуйкова Валентина Николаевна; Макян Ксения Вардановна; Парамонова Ирина Васильевна; Старостина Ирина Ивановна.

Специалисты по обслуживанию устройств СЦБ (ШЧ-5) — Куликов Артем Борисович (электромеханик), Денисенко Алексей Алексеевич (электромонтёр).
Бригада путейцев (ПЧ-8) под руководством дорожного мастера (ПД) Тимухина Ивана Сергеевича и непосредственным руководством (на «поле») бригадира пути (ПДБ) Некрасова Петра Фёдоровича.